# فرودگاه سلویک
فرودگاه سلویک (به انگلیسی: Selawik Airport) یک فرودگاه همگانی با کد یاتا WLK است که یک باند فرود شن دارد و طول باند آن 915 متر است. این فرودگاه در کشور ایالات متحده آمریکا قرار دارد و در ارتفاع 5 متری از سطح دریا واقع شده است.